# Michael Kraus (handball)
Pour les articles homonymes, voir Michael Kraus.
Michael Kraus, né le 28 septembre 1983 à Göppingen, est un handballeur allemand, évoluant au poste de demi-centre. Il est notamment Champion du monde en 2007 et vainqueur de la Ligue des champions 2012-2013

## Palmarès

### Club
Compétitions internationales
- vainqueur de la Ligue des champions (C1) en 2013
- vainqueur de la Coupe de l'EHF (C3) en 2010, 2016
  - Finaliste en 2006

Compétitions nationales
- Championnat d'Allemagne (1) : 2011
- Supercoupe d'Allemagne (1) : 2010

### Sélection nationale
- Championnats du monde
  -  Médaille d'or au championnat du monde 2007,  Allemagne
  - 5e place au championnat du monde 2009,  Croatie
- Championnats d'Europe
  - 5e place au Championnat d'Europe 2006,  Suisse
  - 4e place au Championnat d'Europe 2008,  Norvège
- Jeux olympiques
  - 9e place aux Jeux olympiques de 2008 à Pékin,  Chine

### Distinction personnelle
- Élu meilleur demi-centre du Champion du monde 2007
- Nommé dans l'élection du meilleur handballeur mondial de l'année en 2007
- Meilleur buteur de la Coupe de l'EHF 2009-2010